# Андшуайм
Андшуа́йм (фр. Handschuheim) — коммуна на северо-востоке Франции в регионе Гранд-Эст (бывший Эльзас — Шампань — Арденны — Лотарингия), департамент Нижний Рейн, округ Саверн, кантон Буксвиллер. До марта 2015 года коммуна административно входила в состав упразднённого кантона Трюштерсайм (округ Страсбур-Кампань).
Площадь коммуны — 2,4 км², население — 303 человека (2006) с тенденцией к стабилизации: 291 человек (2013), плотность населения — 121,3 чел/км².

## Население
Население коммуны в 2011 году составляло 297 человек, в 2012 году — 298 человек, а в 2013-м — 291 человек.
| 1962 | 1968 | 1975 | 1982 | 1990 | 1999 | 2006 | 2008 | 2010 | 2011 | 2012 | 2013 |
| ---- | ---- | ---- | ---- | ---- | ---- | ---- | ---- | ---- | ---- | ---- | ---- |
| 188  | 191  | 209  | 224  | 232  | 269  | 303  | 301  | 297  | 297  | 298  | 291  |

Динамика населения:

## Экономика
В 2010 году из 194 человек трудоспособного возраста (от 15 до 64 лет) 146 были экономически активными, 48 — неактивными (показатель активности 75,3 %, в 1999 году — 79,2 %). Из 146 активных трудоспособных жителей работали 136 человек (67 мужчин и 69 женщин), 10 числились безработными (6 мужчин и 4 женщины). Среди 48 трудоспособных неактивных граждан 24 были учениками либо студентами, 21 — пенсионерами, а ещё 3 — были неактивны в силу других причин.

## Достопримечательности (фотогалерея)

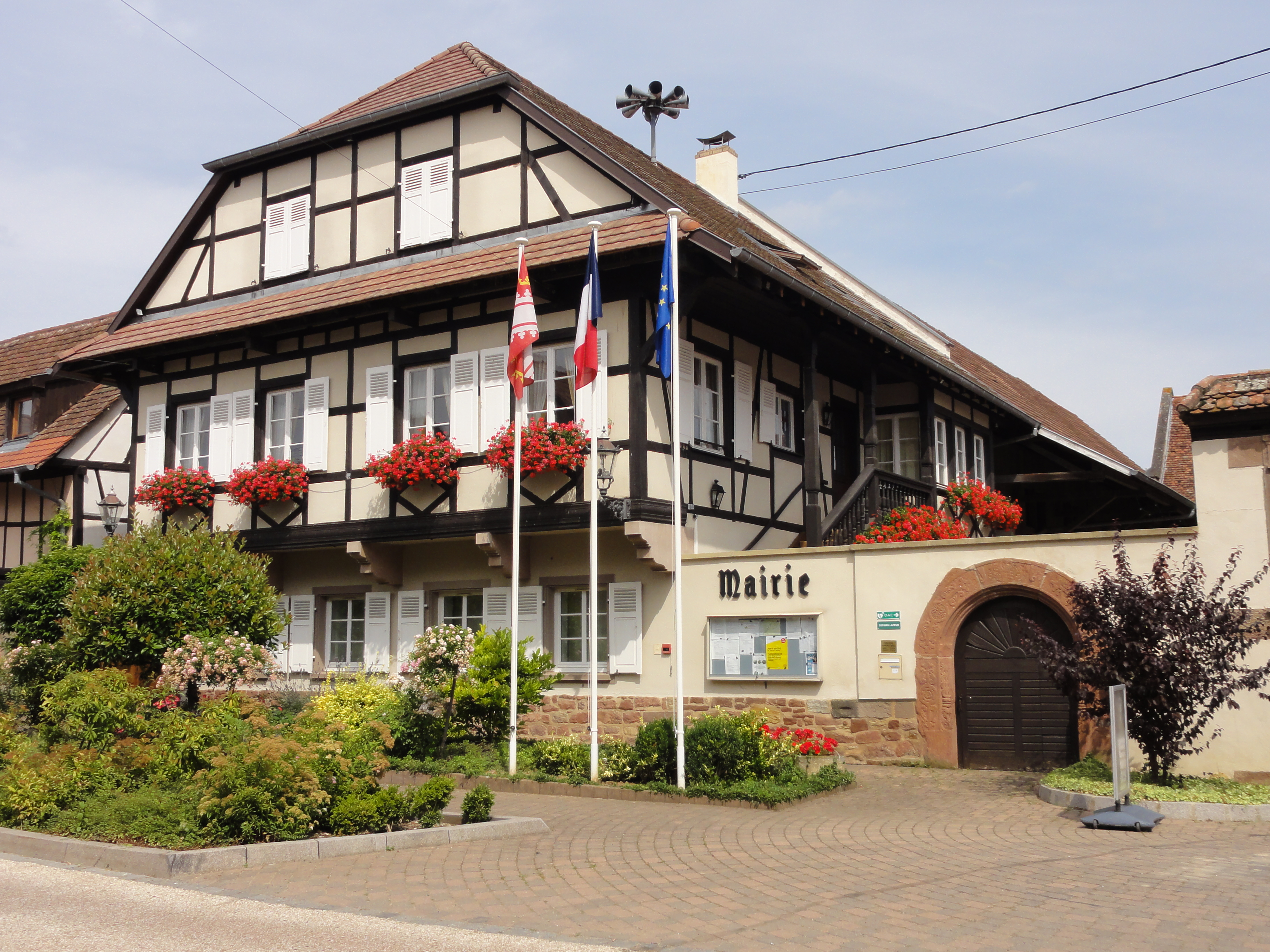
Здание мэрии
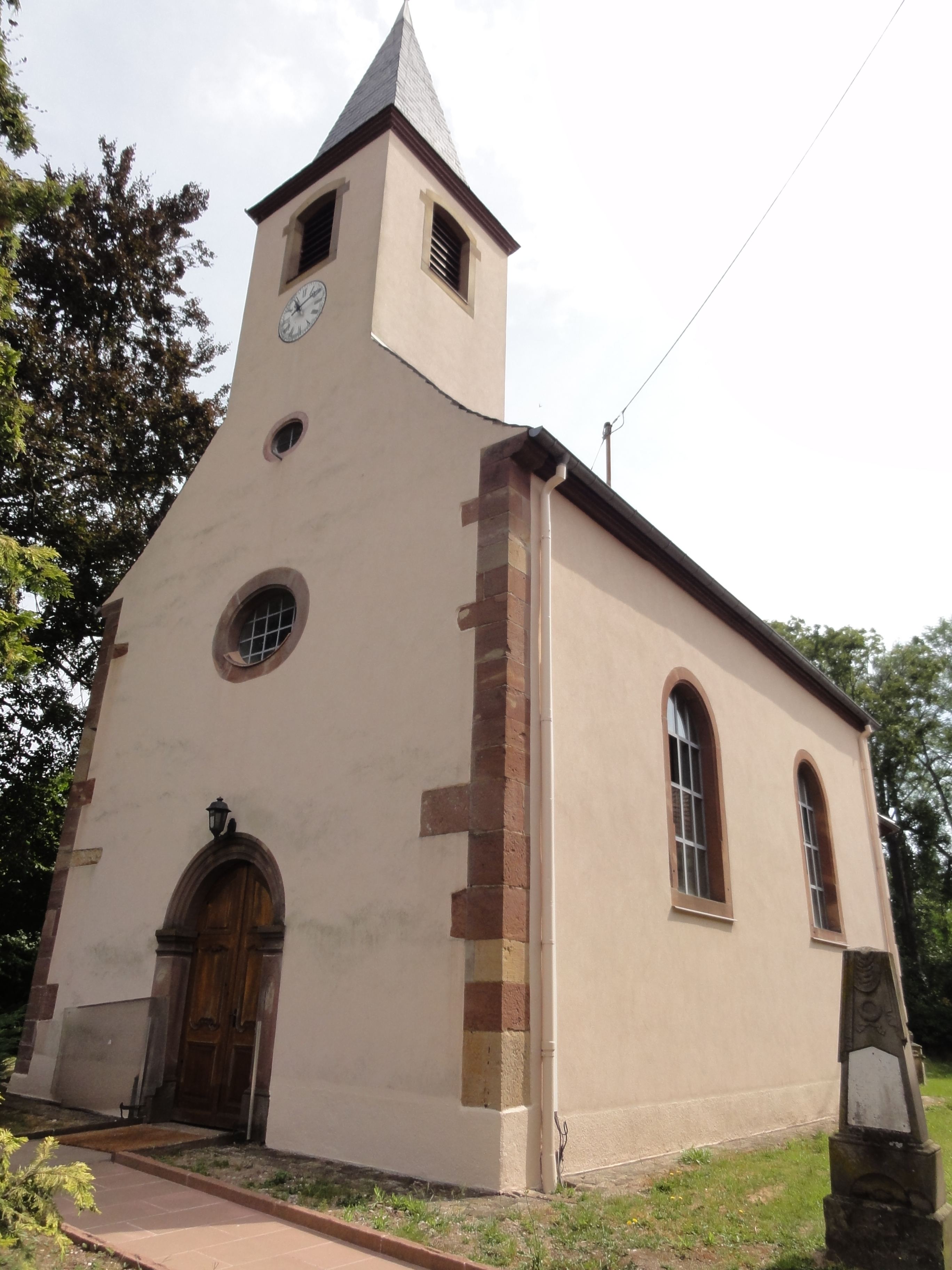
Протестантская церковь (1686—1740)
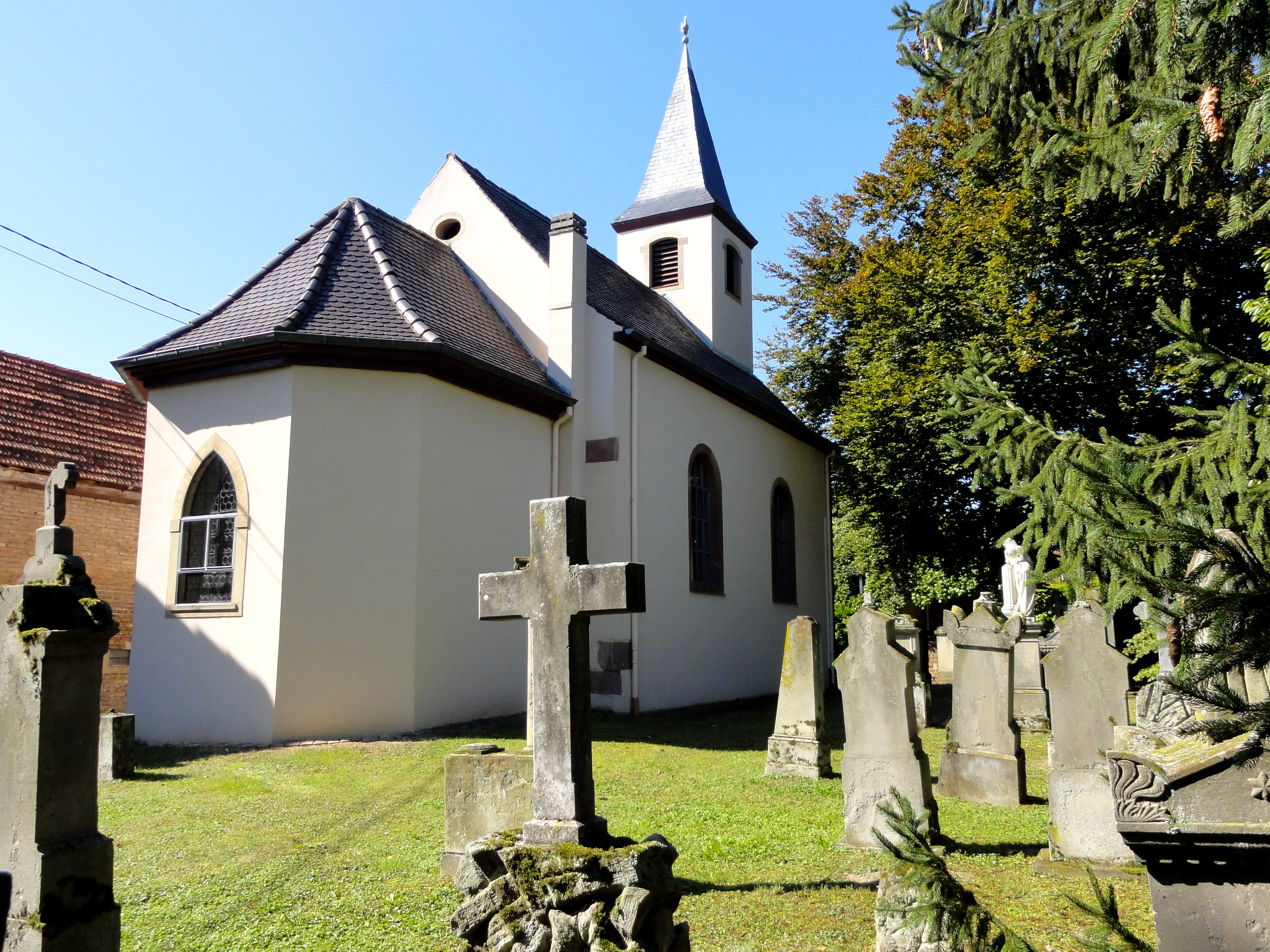
Церковь и погост (1686—1740)